# 테루엘도
테루엘 주(스페인어: Teruel)는 스페인 북동부에 위치한 아라곤 지방의 주로, 주도는 테루엘이다. 테루엘 주는 타라고나 주와 카스테욘 주, 발렌시아 주, 쿠엥카 주, 과달라하라 주, 사라고사 주와 경계를 맞대고 있으며 인구는 138,686명(2003년 기준), 면적은 14,804km2이다. 테루엘 주는 236개의 자치시로 구성되어 있다.